# Liturgické hnutí
Liturgické hnutí mělo za cíl především dosáhnout uvědomělé a činné účasti věřících na liturgii. Jeho počátky sahají do 19. století, ve větší míře se však rozšířilo až během první poloviny 20. století a vyvrcholením jeho snah bylo provedení liturgické reformy po druhém vatikánském koncilu podle konstituce Sacrosanctum Concilium v roce 1963. Kromě římskokatolické církve zasáhlo hnutí také anglikánské a některé protestantské církve.

## První fáze
Počátky liturgického hnutí jsou spjaty s klášterem sv. Petra v Solesmes, obnoveným v roce 1833. Jeho opat Prosper Louis Pascal Guéranger OSB se snažil ve Francii, kde se tehdy užíval novogalský ritus, zavést římskou liturgii a obnovit gregoriánský chorál. V roce 1848 vyšla kniha blah. Antonia Rosminiho Pět ran svaté církve (italsky Le cinque piaghe della santa Chiesa) z roku 1832, ve které se její autor pozastavuje nad propastí mezi knězem slavícím mši a shromážděným lidem. Později začínají být vydávány misály pro lid, které kromě originálního znění liturgických textů v latině obsahují také jejich souběžný překlad do příslušného národního jazyka (například Schottův misál v Německu nebo Schallerův misál v českých zemích).

## Druhá fáze
Roku 1903 vydal papež Pius X. motu proprio Tra le sollecitudini, ve kterém poprvé použil pojem činná účast. Cílené aktivity se však začaly rozvíjet až od roku 1909, kdy Lambert Beauduin OSB na katolickém kongresu v belgickém Mechelenu vystoupil s proslovem, ve kterém označil účast věřících na bohoslužbách za základní formu projevu jejich zbožnosti (tzv. mechelenská událost).
Široce organizované liturgické hnutí se ale prozatím rozvinulo pouze v Německu, v Rakousku a v Belgii, později pak ještě ve Francii, kde bylo roku 1943 založeno Centrum pro liturgickou pastoraci (francouzsky Centre de pastorale liturgique). Velký význam pro liturgické hnutí mělo zejména německé opatství Maria Laach, kde se od roku 1921 konaly mše sloužené čelem k lidu a kde působil významný liturgik Odo Casel OSB, jakož i rakouský klášter Klosterneuburg a tamní řeholní kanovník Johannes Pius Parsch CRSA. Objevily se však také obavy, a to i ze strany episkopátu a římské kurie, aby aktivity hnutí nevedly k porušování liturgických předpisů.

## Třetí fáze
Všechny reformní liturgické snahy byly uznány v encyklice Mediator Dei, kterou vydal papež Pius XII. v roce 1947. Po druhé světové válce se také začal prosazovat názor, že nestačí pouze dosáhnout aktivní účasti věřících na tridentské liturgii, nýbrž že samotná liturgie potřebuje reformu. Prvním krokem k jejímu provedení se roku 1951 stalo vydání dekretu Dominicæ resurrectionis vigiliam, jímž byla obnovena velikonoční vigilie. Vyvrcholením třetí fáze se stalo projednání a vydání konstituce Sacrosanctum Concilium, kterou papež Pavel VI. vyhlásil 4. prosince 1963.

## Čtvrtá fáze
Jako čtvrtá fáze liturgického hnutí se označuje realizace liturgické reformy v praxi.

## Liturgické hnutí v českých zemích
Centrem liturgického hnutí v českých zemích se stal především Emauzský klášter, který v roce 1926 zorganizoval cyklus přednášek, od téhož roku začal vydávat liturgický časopis Pax a v letech 1933, 1934, 1936 a 1937 uspořádal liturgické týdny věnované různým tématům. Péčí emauzského benediktina Mariana Schallera OSB roku 1925 vyšel poprvé Schallerův misál obsahující také souběžný překlad liturgických textů pro slavení tridentské mše do češtiny.
Na olomoucké teologické fakultě propagovali liturgické hnutí zejména prof. ThDr. Jan Nepomuk Hejčl a Msgre. prof. ThDr. František Cinek.